# Darko Lazić
Darko Lazić (* 19. Juli 1994 in Smederevska Palanka) ist ein serbischer Fußballspieler.

## Karriere

### Verein
Lazić durchlief die Nachwuchsabteilung von FK Roter Stern Belgrad und begann hier zur Saison 2012/13 seine Profikarriere. Für Rote Stern spielte er bis zum Sommer 2015 und wurde bis dahin an die Vereine FK Sopot und FK Spartak Subotica ausgeliehen. Im Sommer 2015 wechselte Lazić ins Ausland und spielte hier in Russland für Anschi Machatschkala.
Zur Rückrunde der Spielzeit 2016/17 wechselte er in die türkische Süper Lig zu Alanyaspor. Nachdem Lazić bei Alanyaspor in der Meisterschaft nur viermal eingesetzt worden war, wurde er für die Rückrunde der Saison 2017/18 an Denizlispor ausgeliehen.
Im Januar 2019 verließ er nach etwa drei Jahren die Türkei und heuerte bei FK Sarajevo an. Von dort ging er im Herbst 2020 nach kurzer Vereinslosigkeit zum FK Radnički Niš. Doch hier wurde er Vertrag zur Winterpause wieder aufgelöst und Lazić war seitdem erneut ohne Verein. 2021 schloss er sich erneut dem FK Sarajevo an.

### Nationalmannschaft
Lazić startete seine Nationalmannschaftskarriere 2011 mit einem Einsatz für die serbisch U-17-Nationalmannschaft. Anschließend setzte er seine Karriere mit Einsätzen für die serbische U-18- und die U-21-Nationalmannschaft fort.

## Erfolge
- Serbischer Meister: 2014
- Bosnisch-herzegowinischer Meister: 2019, 2020
- Bosnisch-herzegowinischer Pokalsieger: 2019